# Victor Loewe
Victor Loewe (* 18. September 1871 in Laurahütte, Landkreis Kattowitz, Provinz Schlesien; † 28. Juni 1933 in Berlin) war ein deutscher Historiker und Archivar.

## Leben und Wirken
Nach dem Schulbesuch am Maria-Magdalenen-Gymnasium in Breslau studierte Victor Loewe von 1890 bis 1894 Geschichte an den Universitäten Breslau, Berlin, Marburg und Freiburg/Br. An der Universität Freiburg/Br. promovierte er 1894. Im Jahre 1895 trat er, zunächst als Volontär am Staatsarchiv Magdeburg, in den Archivdienst ein. Von 1899 bis 1901 arbeitete er am Staatsarchiv Hannover, dann kurze Zeit am Geheimen Staatsarchiv in Berlin. Von 1902 bis 1908 folgte seine Tätigkeit am Staatsarchiv Hannover, von 1908 bis 1910 am Staatsarchiv Posen und von 1910 bis 1931 am Staatsarchiv Breslau. Seit 1931 war er schließlich am Geheimen Staatsarchiv Berlin tätig.
Zwischen 1926 und 1931 war er, vom Archivdienst beurlaubt, an der Herausgabe der Bibliographie „Jahresberichte für deutsche Geschichte“ beteiligt. Seine wissenschaftlichen Arbeiten umfassen umfangreiche Editionen und Abhandlungen zur preußischen Geschichte, außerdem regionalgeschichtliche Bibliographien.

## Schriften
- Die Organisation und Verwaltung der Wallensteinschen Heere. Mohr, Freiburg/Br. 1895 (Dissertation Universität Freiburg) (Digitalisat).
- (Mitarb.): Die Wallenstein-Literatur. Bibliographische Studie, bearb. von Georg Schmid. Teil 3 u. 4. Im Selbstverlage des Vereines für Geschichte der Deutschen in Böhmen, Prag 1896/1902.
- (Mitarb.): Acta Borussica. Denkmäler der Preußischen Staatsverwaltung im 18. Jahrhundert / 1: Die Behördenorganisation und die allgemeine Staatsverwaltung Preußens im 18. Jahrhundert. Bd. 2 u. 3. Parey, Berlin 1898/1901 (Nachdruck: Keip, Frankfurt/M. 1986/87).
- Eine politisch-ökonomische Beschreibung des Herzogtums Berg aus dem Jahr 1740. In: Beiträge zur Geschichte des Niederrheins. Jahrbuch des Düsseldorfer Geschichtsvereins, Bd. 15 (1900), S. 165–181 (Digitalisat).
- Bücherkunde der deutschen Geschichte. Kritischer Wegweiser durch die neuere deutsche historische Literatur. Räde, Berlin 1903 (5. Aufl. 1919).
- Bibliographie der hannoverschen und braunschweigischen Geschichte. Jolowicz, Posen 1908 (Nachdruck: Hirschheydt, Hannover 1978).
- Dr. Johann Johnston. Ein Polyhistor des 17. Jahrhunderts. In: Zeitschrift des Vereins für Geschichte Schlesiens, Jg. 1908, S. 149–176.
- Kritische Bücherkunde der deutschen Bildung. Bd. 1: Geisteswissenschaften. Duncker, Weimar 1912.
- Die Königliche Familie in Breslau 1813. Auszüge aus den Berichten des Polizeipräsidenten Streit. In: Zeitschrift des Vereins für Geschichte Schlesiens, Jg. 1913, S. 22–48.
- (Hrsg.): Preussens Staatsverträge aus der Regierungszeit König Friedrich Wilhelms I. (= Publikationen aus den k. preussischen Staatsarchiven, Bd. 87). Hirzel, Leipzig 1913 (Neudruck: Zeller, Osnabrück 1966).
- Archive und Bibliotheken. In: Korrespondenzblatt des Gesamtvereins der deutschen Geschichte- und Altertumsvereine, Jg. 62 (1914), Sp. 96–106.
- König Friedrich I. von Preußen und das Fürstentum Oels. In: Zeitschrift des Vereins für Geschichte Schlesiens, Jg. 1916, S. 151–164.
- Preußisch-österreichische Anleiheverhandlungen im Jahre 1703. Ein Beitrag zur Vorgeschichte der Erwerbung Schlesiens. In: Zeitschrift des Vereins für Geschichte Schlesiens, Jg. 1917, S. 104–116.
- Das deutsche Archivwesen. Seine Geschichte und seine Organisation. Priebatsch, Breslau 1921.
- Preußens Staatsverträge aus der Regierungszeit König Friedrichs I. (= Publikationen aus den k. preussischen Staatsarchiven, Bd. 92). Hirzel, Leipzig 1923 (Neudruck: Zeller, Osnabrück 1969).
- Bibliographie der schlesischen Geschichte (= Schlesische Bibliographie, Bd. 1). Priebatsch, Breslau 1927.
- Ein Diplomat und Gelehrter: Ezechiel Spanheim (1629–1710). Mit Anhang: Aus dem Briefwechsel zwischen Spanheim und Leibniz (= Historische Studien, Bd. 160). Ebering, Berlin 1924 (Kraus-Reprint, Vaduz 1965).
- Oberschlesien und der preussische Staat. Bd. 1: 1740–1815. Breslau 1930 (Nachdruck: Olms, Hildesheim 2007 (ISBN 978-3-487-13448-2).
- Deutsche Geschichte (= Bio-Bibliographien der Wissenschaften, Bd. 1). De Gruyter, Berlin 1931.